# Kyoko Honda
Kyoko Honda är en mangafigur som finns med i mangan Fruits Basket. Hon är huvudpersonen Tohru Hondas mamma och omkommer i en bilolycka. I början vet man knappt något om henne, men sedan avslöjas det mer och mer.
Den sista boken i serien Fruits Basket har Kyoko Honda på framsidan.